# Alvania beanii
Alvania beanii är en snäckart som först beskrevs av Sylvanus Charles Thorp Hanley 1844.  Alvania beanii ingår i släktet Alvania och familjen Rissoidae.

## Underarter
Arten delas in i följande underarter:
- A. b. beanii
- A. b. calathus

## Bildgalleri

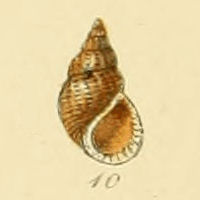